# Betula oycoviensis
Betula oycoviensis là một loài có nguồn gốc từ lai ghép tự nhiên thuộc họ Betulaceae. Loài này có ở Cộng hòa Séc, Đan Mạch, Ba Lan, România, Nga, Slovakia, Thụy Điển, và Ukraina, và hiện đang bị đe dọa vì mất môi trường sống. Nó được Wilibald Swibert Joseph Gottlieb von Besser mô tả lần đầu vào năm 1809.

## Hình ảnh

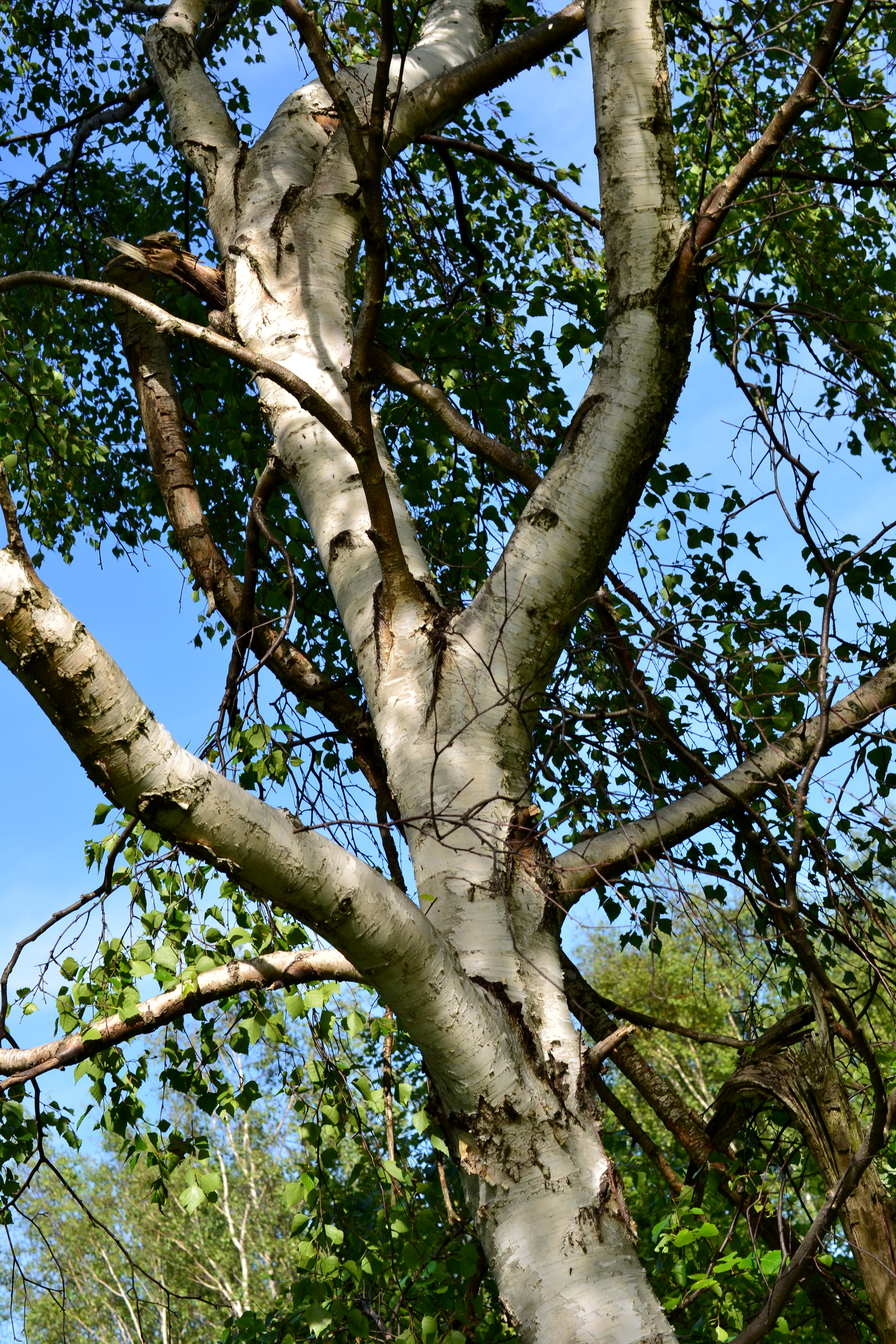
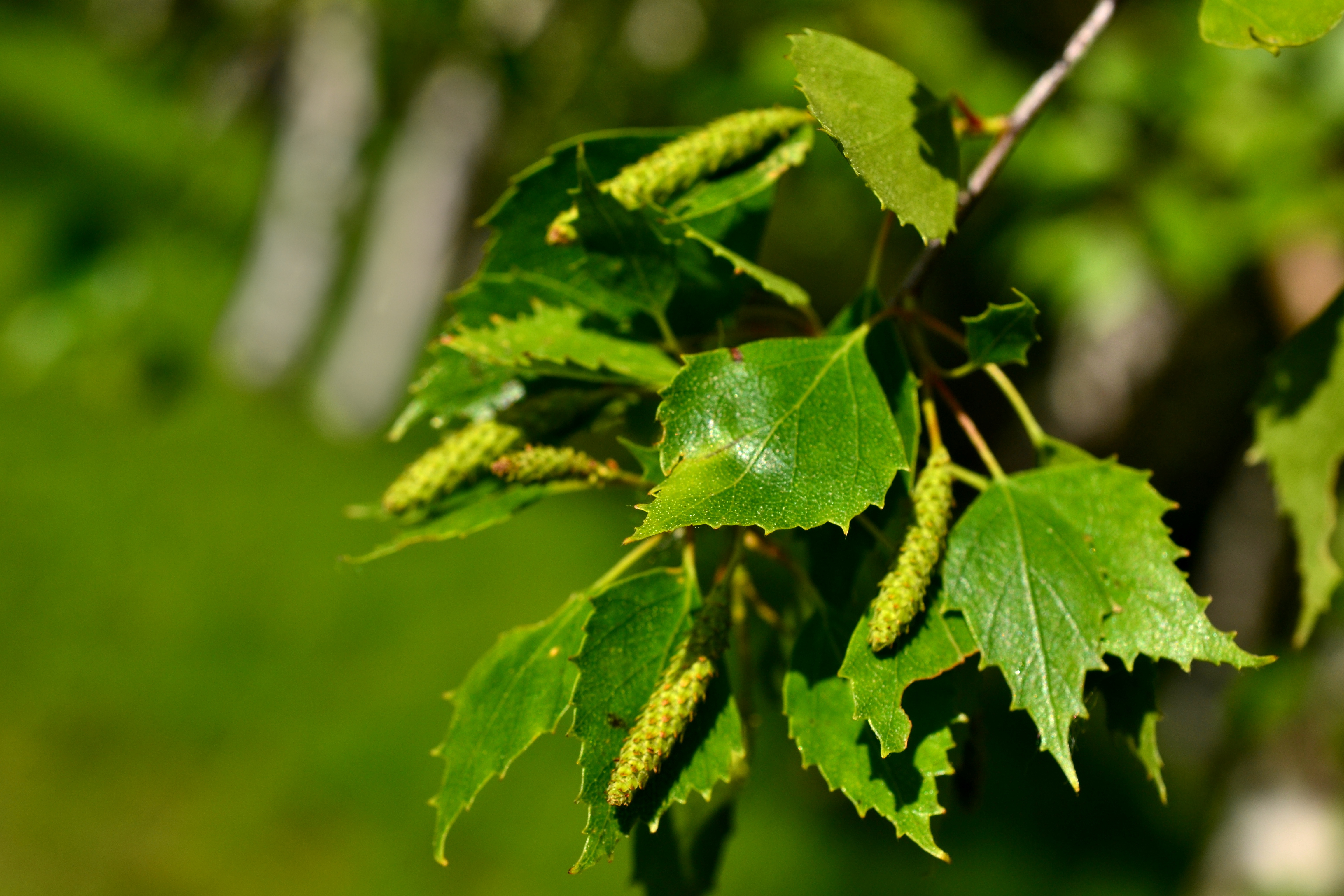